# Viral Protein R
Viral protein R (Vpr, ‚virales Protein R‘) ist ein Protein des HI-Virus.

## Eigenschaften
Das virale Protein R besitzt 96 Aminosäuren und eine Masse von etwa 14 Kilodalton. Vpr reguliert den Import des HIV in den Zellkern über den Präintegrationskomplex (PIC) und ist notwendig für die Replikation des Virus in nichtteilenden Zellen wie Makrophagen. Vpr bewirkt einen G2-Arrest des Zellzyklus und Apoptose in teilenden Zellen, was sich in einer geminderten Immunantwort äußern kann. In HIV-2 sind die beiden Funktionen auf die Proteine Vpr (Zellzyklusarrest) und das homologe Protein Vpx (Kernimport) aufgeteilt.
Das Vpr bewirkt die Apoptose durch Bindung des zelleigenen antiapoptotischen Proteins VprBP. VprBP besitzt 1507 Aminosäuren und enthält konservierte Proteindomänen wie YXXY-Repeats, ein Lis homology motif und WD40-Repeats. Durch die Bindung an Vpr wird die Hemmung des p53 durch VprBP gemindert.